# گورستان کالوری
گورستان کالوری (انگلیسی: Calvary Cemetery) یک گورستان کاتولیک رومی است که آن را ااسقف‌نشینی کلیسای کاتولیک روم در ایست لس آنجلس، کالیفرنیا اداره می‌شود. آن را «گورستان جدید کالواری» نیز می‌نامند، زیرا جانشین گورستان اصلی کالواری (در شمال برادوی) شد که «دبیرستان کلیسای جامع» بر روی آن ساخته شد. این گورستان دارای درختان بلوط زنده کالیفرنیا و پرتقال است. آرامگاه یادمانی اصلی آن در سال ۱۹۳۶ ساخته شد و طراح آن راس مونتگومری بود.

## برخی از به‌خاک سپرده‌شدگان مشهور
- برایان فوی
- بول مونتانا
- سدریک گیبنز
- دولورس کاستلو
- الین همرستاین
- اتل باریمور
- یوجینی بسرر
- فرانسلیا بیلینگتون
- هال روچ جونیور
- هری سینکلر
- هلن کاستلو
- هنری گیج
- آیرین دان
- جی. کارول نایش
- جلی رول مورتون
- جان باریمور
- جان هودیاک
- کاترین آدامز داتی
- کینگ باگوت
- لنو لا بیانکا
- لیونل باریمور
- لو کاستلو
- میبل نورماند
- مای کاستلو
- مارگریت نیکولز
- ماری کار
- ماری فیلبین
- مت مور
- ماوریس کاستلو
- اوون مور
- پولا نگری
- رامون نووارو
- ریچارد بولسلافسکی
- استپین فچیت
- تد هیلی
- ویکتور وارکونی